# Adriano Martins
Adriano Soares Martins, född 16 december 1982 i Manaus, är en brasiliansk MMA-utövare som sedan 2013 tävlar i organisationen Ultimate Fighting Championship.